# Dmitrijewka (Kaliningrad)
Dmitrijewka (russisch Дмитриевка, deutsch Iszlaudszen, 1934–1945 Schönheide (Ostpr.)) ist eine Siedlung in der russischen Oblast Kaliningrad. Sie gehört zur kommunalen Selbstverwaltungseinheit Stadtkreis Nesterow im Rajon Nesterow.

## Geographische Lage
Dmitrijewka liegt im Nordwesten der Rominter Heide an einer Straße, die Tokarewka (2 Kilometer – Makunischken/Hohenwaldeck) mit Raduschnoje (11 Kilometer – Jagdhaus Rominten) und Lessistoje (19 Kilometer – Nassawen) verbindet. 
Vor 1945 bestand in Makunischken bzw. Hohenwaldeck Anschluss an die Bahnstrecke Gołdap–Nesterow, die nach 1945 nur noch im russischen Abschnitt betrieben wurde und in den 1970er Jahren eingestellt wurde. 

## Geschichte
Im Ort gab es um 1900 eine Wassermühle, ein Sägewerk und eine Möbelfabrikation.
Das frühere Iszlaudszen war ein Amtsdorf und gehörte bis 1945 zum Landkreis Goldap im Regierungsbezirk Gumbinnen der preußischen Provinz Ostpreußen. Am 19. März 1934 – mit Bestätigung vom 4. April 1934 – wurde Iszlaudszen in „Schönheide“ umbenannt.
Im Oktober 1944 wurde der Ort von der Roten Armee besetzt. Die neue Polnische Provisorische Regierung ging zunächst davon aus, dass er mit dem gesamten Kreis Goldap unter ihre Verwaltung fallen würde. Im Potsdamer Abkommen (Artikel VI) von August 1945 wurde die neue sowjetisch-polnische Grenze aber unabhängig von den alten Kreisgrenzen anvisiert, wodurch der Ort unter sowjetische Verwaltung kam. Im November 1947 erhielt er die russische Ortsbezeichnung Dmitrijewka und wurde gleichzeitig dem Dorfsowjet Krasnolessenski selski Sowet im Rajon Nesterow zugeordnet. Die polnische Umbenennung des Ortes in Iszłauże im Dezember 1947 wurde nicht mehr wirksam. 1954 gelangte der Ort in den Tschistoprudnenski selski Sowet. Von 2008 bis 2018 gehörte Dmitrijewka zur Landgemeinde Tschistoprudnenskoje selskoe posselenije und seither zum Stadtkreis Nesterow.
Von dem alten Dorf aus der Zeit vor 1945 stehen heute noch drei Bauernhäuser, das ehemalige Forstamt ist beseitigt.

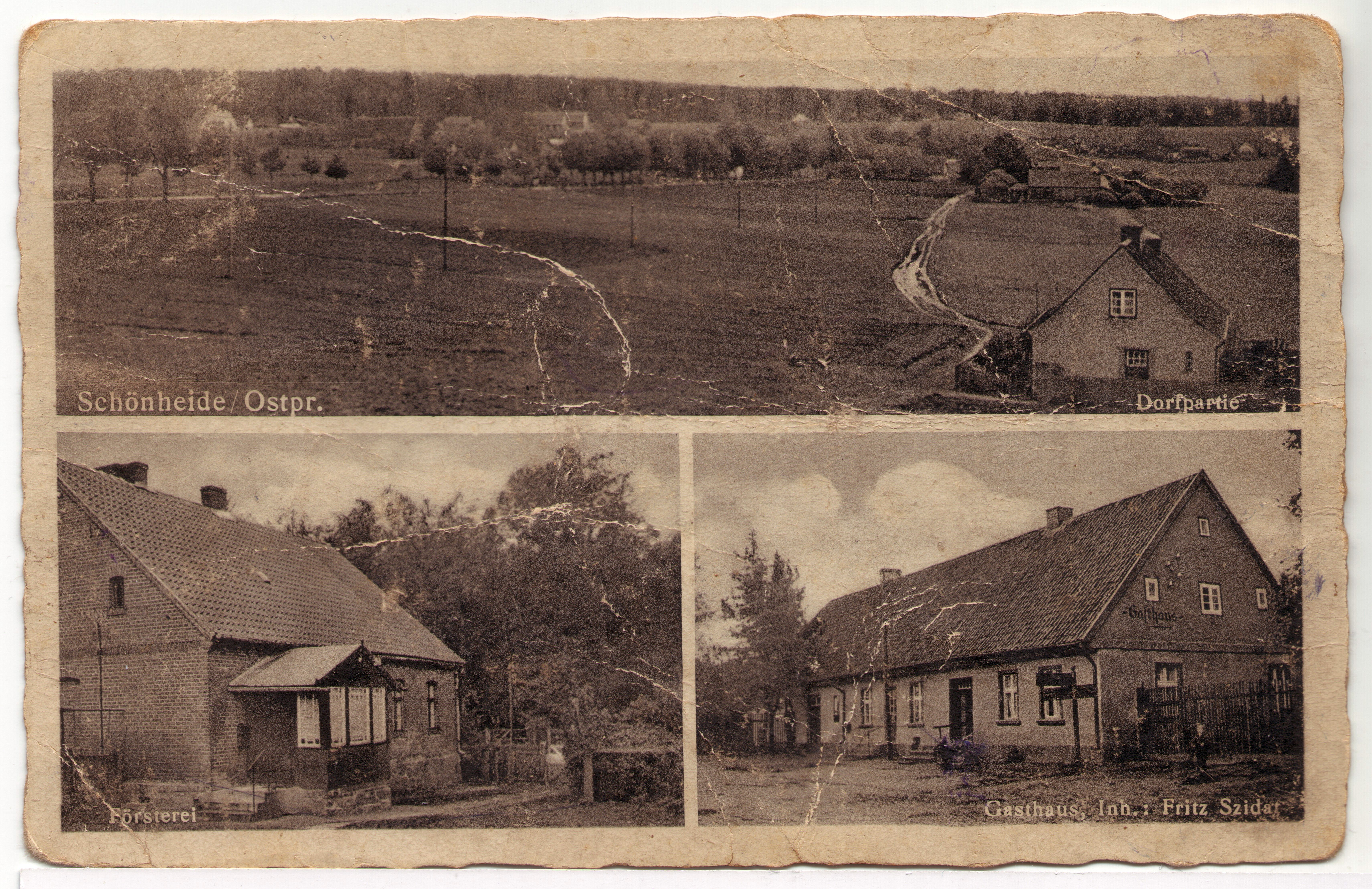
Schönheide mit Übersicht über das Dorf, Försterei und Gasthaus von Fritz Szidat in einer Ansichtskarte

### Entwicklung der Bevölkerungszahlen
| Jahr | Einwohner |
| ---- | --------- |
| 1910 | 448       |
| 1933 | 383       |
| 1939 | 412       |
| 2002 | 30        |
| 2010 | 48        |

### Amtsbezirk Iszlaudszen/Schönheide
Iszlaudszen war namensgebender Ort und Verwaltungssitz des Amtsbezirks Iszlaudszen, der am 18. März 1874 von sieben Landgemeinden und einem Gutsbezirk gebildet wurde:
| Name (bis 1938)                 | Name (1938–1946)       | Russischer Name | Bemerkungen                                      |
| ------------------------------- | ---------------------- | --------------- | ------------------------------------------------ |
| Landgemeinden:                  |                        |                 |                                                  |
| Iszlaudszen (bis 1934)          | Schönheide (seit 1934) | Dmitrijewka     |                                                  |
| Makunischen                     | Hohenwaldeck           | Tokarewka       |                                                  |
| Pallädszen, ab 1936 Pallädschen | Frankeneck             | --              |                                                  |
| Pöwgallen                       | Pöwen                  | --              |                                                  |
| Schackeln                       | Schackeln              | Mitschurinskoje |                                                  |
| Serguhnen                       | Serguhnen              | Tjumenskoje     |                                                  |
| Warnen                          | Warnen                 | Oserki          |                                                  |
| Gutsbezirk:                     |                        |                 |                                                  |
| Schackeln                       | --                     | --              | 1928 in die Landgemeinde Schackeln eingegliedert |

Am 8. Dezember 1934 erhielt der Amtsbezirk Iszlaudszen den neuen Namen „Amtsbezirk Schönheide“, zu dem per 1. Oktober 1944 die sieben Gemeinden Frankeneck, Hohenwaldeck (Tokarewka), Pöwen, Schackeln (Mitschurinskoje), Schönheide (Dmitrijewka), Serguhnen und Warnen (Oserki) gehören, von denen heute nur noch vier Orte existieren.

## Kirche
Mit seiner damals mehrheitlich evangelischen Bevölkerung war Iszlaudschen/Schönheide vor 1945 in das Kirchspiel Tollmingkehmen (1938–1946 Tollmingen, heute russisch: Tschistyje Prudy) im Kirchenkreis Goldap (heute polnisch: Gołdap) in der Kirchenprovinz Ostpreußen der Kirche der Altpreußischen Union. Letzter deutscher Geistlicher war Pfarrer Emil Moysich.
Nach 1945 kam das kirchliche Leben aufgrund des Verbots im Sozialismus zum Erliegen. In den 1990er Jahren hat sich in Tschistyje Prudy wieder eine evangelische Gemeinde konstituiert, die zur neugebildeten Propstei Kaliningrad in der Evangelisch-Lutherischen Kirche Europäisches Russland gehört. Die zuständigen Geistlichen sind die der Salzburger Kirche in Gussew (Gumbinnen).